# تاتسورو إينوي
تاتسورو إينوي (باليابانية: 乾 達朗) مواليد 30 يناير 1990 في اليابان، هو لاعب كرة قدم ياباني. يلعب كلاعب وسط.

## المسيرة الاحترافية

### أندية لعب لها
- جيف يونايتد إتشيهارا تشيبا
- نادي واريورز

## روابط خارجية
- تاتسورو إينوي على موقع رابطة كرة القدم اليابانية للمحترفين (اليابانية)
- تاتسورو إينوي على موقع قاعدة بيانات كرة القدم.إي يو (الإنجليزية)
- تاتسورو إينوي على موقع Soccerway.com (الإنجليزية)
- تاتسورو إينوي على موقع عالم كرة القدم.نت (الإنجليزية)